# えがお (企業)
株式会社えがおは、熊本県熊本市東区に本社を置く健康食品の通信販売を行う企業である。
「DMJえがお生活」の名称で健康食品等の通信販売を行う株式会社ディーエムジェイとは無関係。

## 所在地
- 本社 熊本県熊本市東区東町4-10-1
- 渋谷事務所 東京都渋谷区渋谷3丁目3番5号 NBF渋谷イースト7階

## 沿革
- 1990年 - 熊本市白山にて会社設立。当時の社名は「株式会社ロフティ」
- 1996年 - テレビショッピング全国放送開始
- 2000年 - 熊本市白山から同市水前寺へ本社移転
- 2001年 - 日本通信販売協会正会員取得
- 2003年 - 国際規格ISO9001取得
- 2006年 - 熊本市水前寺から同市東本町へ本社移転
- 2008年 - 社名を「株式会社えがお」へ変更
- 2009年 - グループ企業「株式会社えがおコミュニケーションズ」設立
- 2009年 - 年間売上100億円突破
- 2011年 - 年間売上200億円突破
- 2014年 - 熊本市東区東町に新社屋完成
- 2014年 - 「株式会社えがおエージェンシー」設立
- 2015年 - 株式会社えがおと株式会社えがおコミュニケーションズが合併。本社ビルが、2015年度グッドデザイン賞受賞[1]。
- 2016年 - 消費者庁 から景品表示法に基づく措置命令を受ける[2]
- 2017年 - 熊本県民総合運動公園陸上競技場の命名権取得[3]

## 社会貢献活動
- スポーツイベント支援
- 地域社会貢献活動
- 海外教育支援